# Kamaishi

Kamaishi (釜石市 Kamaishi-shi?) este un municipiu din Japonia, prefectura Iwate.